# المپیاد جهانی زبان‌شناسی
المپیاد جهانی زبان‌شناسی (انگلیسی: International Linguistics Olympiad)(IOL) یکی از جدیدترین‌ها در گروه المپیادهای علمی می‌باشد. سرواژه آن مطابق با نام سازمان (در هیچ زبانی) نیست و سازمان‌های عضو در انتخاب خودشان برای تعیین عنوان این رقابت به زبان‌های خودشان آزاد هستند. این المپیاد زمینه‌های ریاضی، نظری و توصیفی (تشریحی) زبان‌شناسی را پیشرفت می‌دهد.